# Caponia braunsi
Caponia braunsi  (лат.) — вид мелких пауков рода Caponia из семейства Caponiidae. Южная Африка: ЮАР.

## Описание
Длина самцов до 10,75 мм (головогрудь — 3,3 мм, брюшко — 6 мм). Основная окраска оранжевая; головогрудь тёмно-оранжевая, центральная часть бледно-желтоватая. На головогруди развиты все 8 глаз. Имеют только две пары трахей. Ночные охотники, в дневное время прячутся в паутинных убежищах.
Вид Caponia braunsi был впервые описан в 1904 году южноафриканским арахнологом Уильямом Фредериком Пурселлом (William Frederick Purcell, 1866—1919, South African MuseumКейптаун), основателем аранеологии в ЮАР. Видовое название дано в честь Ганса Хайнриха Браунса (Dr. Hans Heinrich Justus Carl Ernst Brauns; 1857-1929), обнаружившего типовую серию.  Таксон Caponia braunsi включён в состав рода Caponia Simon, 1887 (вместе с Caponia abyssinica, Caponia capensis, Caponia chelifera, Caponia simoni, Caponia hastifera, Caponia karrooica и другими).